# Evaniscus tibialis
Evaniscus tibialis är en stekelart som beskrevs av Gyöö Viktor Szépligeti 1903. Evaniscus tibialis ingår i släktet Evaniscus och familjen hungersteklar. Inga underarter finns listade i Catalogue of Life.